# Berberis coriaria
Berberis coriaria là một loài thực vật có hoa trong họ Hoàng mộc. Loài này được Royle ex Lindl. mô tả khoa học đầu tiên năm 1841.